# فالدير كاردوسو
فالدير كاردوسو هو لاعب كرة قدم برتغالي في مركز الدفاع، ولد في 1984 في أولهاو في البرتغال. شارك مع منتخب البرتغال تحت 21 سنة لكرة القدم. أما مع النوادي، فقد لعب مع إستريلا دا أمادورا وسبورتينغ لشبونة ب وستاندارد لييج ونادي باسوش دي فيريرا ونادي ريكرياتيفو ديسبورتيفو دو ليبولو ونادي ريو أفي ونادي قرطبة ونافال.

## وصلات خارجية
- فالدير كاردوسو على موقع Soccerway.com (الإنجليزية)